# Лісоводна вулиця (Київ)
Лісо́водна ву́лиця — вулиця в Голосіївському районі міста Києва, місцевість Віта-Литовська. Пролягає від Любомирської вулиці до кінця забудови.

## Історія
Вулиця виникла в 1-й половині XX століття під назвою Сосно́ва. Сучасна назва — з 1959 року — вулиця розташована між лісом Конча-Заспа та річкою Віта (проходить вздовж річки).